# Gaston Aubry
Pour les articles homonymes, voir Aubry.
Marie Paul Gaston Aubry est un architecte français né à Montargis le 15 novembre 1853, et mort à Sèvres le 26 août 1901.

## Biographie
Gaston Aubry est le fils d'André Victor Aubry, avoué, et d'Anne Antoinette Benigne Bournot. Il a été l'élève de Jules Pillet (1842-1912) dans son atelier où il a été admis le 20 septembre 1873, puis de Louis-Jules André (1819-1890). Il est admis en 2e classe de l'École des Beaux-Arts de Paris le 17 octobre 1873 (promotion 1873), en 1re classe le 29 décembre 1876. Il est admis au Concours de Rome le 13 mars 1877.
Il est architecte à Paris de 1879 à 1900, dans le 7e puis le 8e arrondissement, d'abord comme collaborateur de l'architecte Raymond Joseph de Badiola (Vitoria-Gasteiz, 1819-Paris, 1910), puis son successeur. Recommandé par Juste Lisch, il est nommé rapporteur au Comité des travaux diocésains le 30 décembre 1885. Il est architecte diocésain d'Aire-sur-l'Adour le 11 octobre 1888, puis d'Autun le 8 octobre 1894. Il intervient sur des châteaux dans l'Indre, restaure le Château de Sully-sur-Loire, le château de Villegongis, de Vellebon (Eure-et-Loir) et de Mesnières (Seine-Maritime). Il réalise des immeubles de rapport, des hôtels particuliers à Paris, , des villas, des hôtels, des maisons à Neuilly-sur-Seine, au Val-de-la-Haye, une école à Amilly.
Il expose plusieurs aquarelles au Salon des artistes français, en architecture, entre 1878 et 1882, à l'Exposition universelle de 1889.
Il est membre de la Société centrale des architectes à partir de 1887, de la Caisse de défense mutuelle des architectes, de l'Union syndicale des architectes français, de l'Association Taylor en 1879, de la Société des artistes français et de la Société des amis des monuments parisiens (1885-1900).
Il a reçu la Grande Médaille d'argent de l'architecture privée de la Société centrale des architectes, en 1888, pour les hôtels particuliers, rue Beaujon et rue Ampère.
Il s'est marié avec Marie Louise Jenny Vatin et le père de l'architecte Louis Charles André Aubry (Chatou, 1880-mort pour la France en 1914).
Il est inhumé dans le cimetière de Montmartre, 25e division, le 28 août 1901.

## Quelques bâtiments

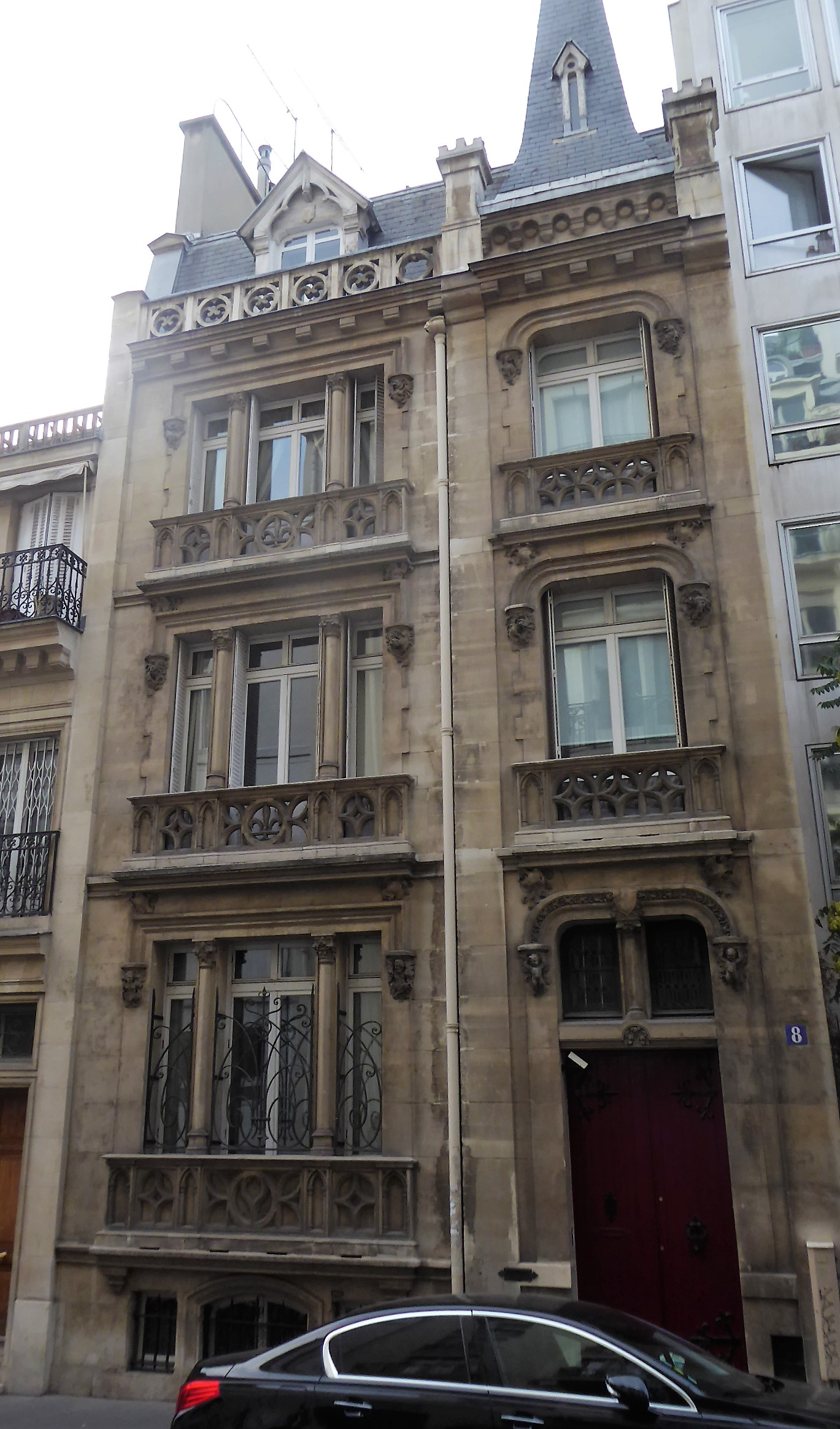
Hôtel particulier, 8 rue Eugène Flachat

- Hôtel de Gaston Aubry, no 8 rue Eugène-Flachat (Paris).
- Hôtel particulier, no 9 rue Beaujon (Paris).
- Hôtel particulier, rue Ampère (Paris).